# Rob-Vel
Rob-Vel, nom d’artiste de Robert Pierre Velter, né le 9 février 1909 à Paris et mort le 27 avril 1991 à Saint-Malo, est un dessinateur français de bandes dessinées, célèbre pour avoir créé le personnage de Spirou.

## Biographie

### Les débuts dans la bande dessinée 1936-1937
Chef de rang sur un paquebot, il rencontre le bédéiste américain Martin Branner dont il devient l'assistant pour les planches de Winnie Winkle (Bicot en français). De retour en France en 1936, il crée sous le pseudonyme de « Bozz » le personnage de Subito pour Le Petit Parisien qui est également publié dans l'Union de Reims. En 1937, il anime les aventures du personnage de Toto, bande dessinée phare du journal du même nom. Les aventures de Toto sont scénarisées par la propre femme de Rob-Vel, Blanche Dumoulin. C'est cette bande dessinée qui attire l'attention de l'éditeur-imprimeur belge Jean Dupuis qui veut lancer dans son pays un journal de bandes dessinées pour la jeunesse.

### Rob-Vel et leJournal de Spirou1938-1943
Contacté par les éditions Dupuis pour le lancement du Journal de Spirou, il crée le personnage de Spirou, gamin espiègle et débrouillard, roux comme un écureuil, inspiré en cela par le double sens du mot familier belge. Rob-Vel est assisté dans sa tâche par sa femme, Blanche Dumoulin, qui écrit les scénarios, et par le peintre Luc Lafnet, un de leurs amis. La série est signée du nom de Rob-Vel, mais il est possible que Lafnet soit le véritable auteur d'une partie des planches, dont peut-être la toute première, le dessinateur français ayant été occupé simultanément par d'autres séries. Velter crée également pour cet hebdomadaire la série Bibor et Tribar et les gags de Babouche, tandis que Dumoulin crée la série Zizette.
Le déclenchement de la Seconde Guerre mondiale rend difficile les communications entre Rob-Vel, mobilisé, et les éditions Dupuis. Luc Lafnet décédé d'un cancer, c'est Blanche Dumoulin qui travaille sur les crayonnés et scénarios que Rob-Vel envoie du front pour que le rythme de publication d'une planche par semaine soit respecté. Aidée par le dessinateur Van Straelen, elle accentue fortement le côté réaliste de la série, jusqu'à l'interruption de l'hebdomadaire à l’été 1940. Blessé puis fait prisonnier, Rob-Vel est injoignable lorsque le Journal de Spirou paraît de nouveau : c'est Jijé qui s'occupe de la série jusqu'en mars 1941. À cette date, Rob-Vel reprend les rênes de son personnage et enchaîne les péripéties qui évoluent fortement vers la fantaisie et la science-fiction avec Spirou sur la planète Zigomus. Après l'interdiction de publication qui frappe le Journal de Spirou en 1943, Rob-Vel se décide à vendre son personnage aux éditions Dupuis qui confient à Jijé la charge de prendre de nouveau la relève.

### L'après-guerre: Bibor et Tribar, Subito et Nimbus
Après-guerre, Rob-Vel développe Les avatars de M. Subito pour la presse quotidienne jusqu'en 1969. Il reprend ses personnages de Bibor et Tribar dans l'hebdomadaire Pierrot dès l'Occupation puis de nouveau de 1947 à 1951. Il anime plusieurs bandes enfantines dans des périodiques comme Lisette (Babouche et Babouchette), L'Astucieux et Bravo dans les années 1940 et 1950. Il reprend en 1971 le personnage du professeur Nimbus d'André Daix sous le pseudonyme collectif de « J. Darthel ».
À l'occasion des 33 ans de Spirou, il retrouve son groom le temps d'une histoire courte nostalgique de 4 pages avec la participation du (futur) prolifique scénariste Raoul Cauvin. En 1975, à l'occasion de la sortie de deux albums hors série de Spirou reprenant les histoires écrites par Rob-Vel, celui-ci confie avoir proposé après-guerre de nouvelles planches au Journal de Spirou, mais sans succès. En 1978, il dessine pour le journal une annonce « la semaine prochaine ».
Rob-Vel a également illustré de nombreuses cartes postales à la tonalité humoristique, désormais collectionnées, certaines consacrées au personnage de Spirou et d'autres séries, par exemple la série des cartes postales « Zooville ».
Il se consacre à l'illustration, signe des histoires dans le Journal de Mickey sous le nom de Bozz puis prend sa retraite à Saint-Malo où il meurt en 1991. Il y est enterré, dans le cimetière de Lorette.
À sa mort en 1991, l'hebdomadaire Spirou lui rend hommage avec la participation des auteurs successifs des aventures de Spirou.

### Albums dans le commerce
- Intégrale Spirou par Rob-Vel 1938-1943, éditions Dupuis, 2013. À l'occasion des 75 ans de la série Spirou, les éditions Dupuis publient une version restaurée de toutes les histoires de Spirou dessinées par Rob-Vel pendant six ans en un volume.
- série Spirou et Fantasio Hors-série 3, éditions Dupuis, 2003 : histoire Spirou et la Puce (1942) recolorisée pour cette première publication du Spirou de Rob-Vel en album dans la série classique, l'année des 65 ans du célèbre groom.

### Étude sur le Spirou de Rob-Vel
- La Véritable Histoire de Spirou (1937-1946), de Pissavy-Yvernault, éditions Dupuis, 2013. Cette histoire des débuts du Journal de Spirou, née d'une enquête de plusieurs années, contient de nombreuses informations sur Rob-Vel, dessinateur de la bande dessinée éponyme pendant cette période.

### Albums rares
- Bibor et Tribar : un album reprenant les histoires publiées dans le Journal de Spirou est sorti en 1940 chez Dupuis, puis dans la collection « Père Pictou » en 1946
- collection Spatial, numéro 29, Spirou dans la Stratosphère éditions : Le Cousin Francis, (2009), comprenant l'aventure de Spirou sur la planète Zigomus, dessinée par Rob-Vel et publiée en 1943 dans le Journal de Spirou puis dans La Seconde guerre mondiale et toujours... Spirou. Impression en quadrichromie et tirage limité à 50 exemplaires numérotés.

Publiés en 1975 par les Éditions Michel Deligne, deux albums reprennent les histoires de Spirou dessinées par Rob-Vel, Davine et Luc Lafnet de 1938 à 1943 et jamais publiées en album par les éditions Dupuis jusqu'en 2013. Le tirage fut limité à 1 000 exemplaires en raison de difficultés techniques :
- 1 1938 l'âge d'or ! Naissance de Spirou[5], Michel Deligne, Bruxelles, 1975
Scénario et dessin : Rob-Vel
- 2 La Seconde guerre mondiale et toujours... Spirou[6], Michel Deligne, Bruxelles, 1975
Scénario : Rob-Vel, Davine - Dessin : Rob-Vel, Davine, Luc Lafnet